# پارچف
پارچف (به لاتین: Parczew) یک شهر و گمینا در لهستان است که در گمینا پارچو واقع شده‌است. پارزسکو ۸٫۰۵ کیلومتر مربع مساحت و ۱۰٬۲۸۱ نفر جمعیت دارد.

## خواهرخوانده
شهر برسوویر خواهرخواندهٔ پارچف هست.